# Yadkin River
Yadkin River er en af de længste floder i North Carolina, USA. Den udspringer i den nordvestlige del af staten i Blue Ridge Mountains nær Thunder Hill Overlook på Blue Ridge Parkway.
Adskillige steder er floden opdæmmet af hensyn til vandforsyning, vandkraft og kontrol med oversvømmelser. Hvor floden møder Uwharrie River skifter den navn til Pee Dee River, og under dette navn fortsætter den ind i South Carolina, hvor den bliver til Great Pee Dee River.
Fra udspringet til floden løber sammen med Uwharrie River er den 320 km lang. Herfra fortsætter floden ca. 370 km til Atlanterhavet.
Floden udnyttes i høj grad til fritidsliv i form af sejlads, rafting og lystfiskeri. Blandt de fisk, der typisk kan fanges i floden, er malle og ørredaborre (Micropterus salmoides).
Floden tjener som vandforsyning for mange større og mindre samfund i North Carolina. Floden har givet navn til et af USA's anerkendte vindistrikter, Yadkin Valley AVA og den har også givet navn til Yadkin County og byen Yadkinville.